# Pretežno sunčano?
Pretežno sunčano? šesnaesti je studijski album Parnog valjka. Na njemu se nalaze hitovi: "Prazno tijelo", "Sunčanom stranom", "Jesen preskačem", "Dok si pored mene", "Petak". Album je po stilu između Samo snovi teku uzvodno i Zastava. Na ovom albuma je opet duet: Tina Rupčić je drugi vokal na pjesmi "Sexy mama". Autor svih pjesama je Husein Hasanefendić, a autor uvoda za "Sexy mamu" ("Sexy intro") je pijanist Berislav Blažević. Ukupno trajanje albuma: 45:48.

## Popis pjesama
1. Horoskop (4:20)
2. Prazno tijelo (4:08)
3. Sunčanom stranom (4:03)
4. Poljubac je dobar... (4:12)
5. Jesen preskačem (4:03)
6. Dok si pored menea (4:21)
7. Gledam dok hodaš (3:47)
8. Laganini po sredini (3:58)
9. Petak (3:55)
10. Sexy intro (0:41)
11. Sexy mama (4:13)
12. Dajte mi razlog (4:00)

## Izvođači
- vokal - Aki Rahimovski
- klavijature - Berislav Blažević - Bero
- gitara, vokal - Marijan Brkić - Brk
- bas gitara - Zvonimir Bučević - Buć
- bubnjevi, vokal - Dražen Scholz
- gitara, vokal - Husein Hasanefendić - Hus

## Gosti
- prateći vokali - Tina Rupčić
- vokal na 11 - Jelena Radan

## Vanjske poveznice
- Album na službenoj stranici sastava
- Album na stranici discogs.com